# Леонтица алтайская
Леонтица алтайская (лат. Leontice altaica) — многолетнее травянистое растение, вид рода Леонтица (Leontice) семейства Барбарисовые (Berberidaceae).

## Распространение и экология
Ареал вида охватывает Западную Сибирь.
Произрастает на каменистых холмах и склонах.

## Ботаническое описание
Клубень почти шаровидный, диаметром 10—20 мм. Стебель высотой 5—25 см.
Стеблевой лист одиночный, длиной до 5 см. Общий черешок стеблевого листа очень короткий, расширенный, с двумя приросшими к нему прилистниками; черешок делится на три длинных черешка, из которых каждый несет дланевидно 4—5-раздельные пластинки; доли этих пластинок несколько мясистые, цельнокрайные, тупые, длиной до 3 см.
Цветки в числе 10—25, в поперечнике 12—18 мм, собраны в верхушечную кисть. Прицветники округлые, цельнокрайные; чашелистики эллиптические или продолговато-яйцевидные, в 2—2,5 раза длиннее лепестков; лепестки клиновидные, при основании вдоль сложенные, с медоносной ямкой, на верхушке обрубленные, с 2 загнутыми зубчиками. Тычинки немного длиннее лепестков; столбик почти одинаковой длины с завязью; завязь сидячая или почти сидячая.
Плод — округлая, перепончатая коробочка, в диаметре до 8 мм, на верхушке разрывается лопастями ещё до созревания семян, и содержит 3—4 выставляющихся из неё чёрно-бурых семян.

## Таксономия
Вид Леонтица алтайская входит в род Леонтица (Leontice) трибы Леонтицевые (Leonticeae) подсемейства Барбарисовые (Berberidoideae) семейства Барбарисовые (Berberidaceae) порядка Лютикоцветные (Ranunculales).
|  |                       |  |                                          |                                          |                           |  | ещё 1 подсемейство (согласно Системе APG II) | ещё 1 подсемейство (согласно Системе APG II) |                                       |  |  |  | ещё 2 рода         | ещё 2 рода             |  |  |
|  |                       |  |                                          |                                          |                           |  | ещё 1 подсемейство (согласно Системе APG II) | ещё 1 подсемейство (согласно Системе APG II) |                                       |  |  |  | ещё 2 рода         | ещё 2 рода             |  |  |
|  |                       |  |                                          | семейство Барбарисовые                   |                           |  |                                              |                                              | триба Леонтицевые                     |  |  |  |                    | вид Леонтица алтайская |  |  |
|  |                       |  |                                          | семейство Барбарисовые                   |                           |  |                                              |                                              | триба Леонтицевые                     |  |  |  |                    | вид Леонтица алтайская |  |  |
|  | порядок Лютикоцветные |  |                                          |                                          | подсемейство Барбарисовые |  |                                              |                                              | род Леонтица                          |  |  |  |                    |                        |  |  |
|  | порядок Лютикоцветные |  |                                          |                                          |                           |  |                                              |                                              |                                       |  |  |  |                    |                        |  |  |
|  |                       |  | ещё 9 семейств (согласно Системе APG II) | ещё 9 семейств (согласно Системе APG II) |                           |  |                                              | ещё 1 триба (согласно Системе APG II)        | ещё 1 триба (согласно Системе APG II) |  |  |  | ещё около 30 видов |                        |  |  |
|  |                       |  |                                          | ещё 9 семейств (согласно Системе APG II) |                           |  |                                              |                                              | ещё 1 триба (согласно Системе APG II) |  |  |  |                    |                        |  |  |